# Pithecellobium elachistophyllum
Pithecellobium elachistophyllum là một loài thực vật có hoa trong họ Đậu. Loài này được A. Gray ex S. Watson miêu tả khoa học đầu tiên năm 1882.